# Javier Molina Arredondo
Javier Molina Arredondo (Lima, Provincia de Lima, Perú, 17 de noviembre de 1985) es un futbolista peruano. Juega de defensa lateral y actualmente está sin equipo.

## Trayectoria
Comenzó su carrera en las divisiones menores de Universitario de Deportes y en el año 2005 fue ascendido al primer equipo de la «U».

## Clubes
| Club                      | País | Año         |
| ------------------------- | ---- | ----------- |
| Universitario de Deportes | Perú | 2005 - 2008 |
| José Gálvez               | Perú | 2009 - 2010 |
| Inti Gas                  | Perú | 2011        |
| Deportivo Coopsol         | Perú | 2012        |
| Walter Ormeño             | Perú | 2014 - 2018 |

## Palmarés

### Campeonatos nacionales
| Título          | Club                      | País | Año  |
| --------------- | ------------------------- | ---- | ---- |
| Torneo Apertura | Universitario de Deportes | Perú | 2008 |